# Mirhipipteryx hubbelli
Mirhipipteryx hubbelli är en insektsart som beskrevs av Günther, K.K. 1969. Mirhipipteryx hubbelli ingår i släktet Mirhipipteryx och familjen Ripipterygidae. Inga underarter finns listade i Catalogue of Life.